# John Gray (athlétisme)
Pour les articles homonymes, voir John Gray et Gray.
John Joseph Gray (né le 24 décembre 1894 à Philadelphie et décédé en juin 1942) est un athlète américain spécialiste du 10 000 mètres. Son club était le Enterprise CMYAU.

## Biographie

### Palmarès
| Date | Compétition           | Lieu  | Résultat | Épreuve          | Performance  |
| ---- | --------------------- | ----- | -------- | ---------------- | ------------ |
| 1924 | Jeux olympiques d'été | Paris | 15e      | 10 000 mètres    | Pas de temps |
| 1924 | Jeux olympiques d'été | Paris | 2e       | Cross par équipe | 14 pts       |

### Records
| Épreuve       | Performance   | Lieu | Date |
| ------------- | ------------- | ---- | ---- |
| 10 000 mètres | 32 min 16 s 5 |      | 1924 |